# Jaromír Navrátil
Jaromír Navrátil (* 20. února 1963) je bývalý český fotbalista, záložník, reprezentant České republiky. Po skončení aktivní kariéry si otevřel bar a hospodu.

## Fotbalová kariéra
V české reprezentaci odehrál v letech 1995–1996 dvě utkání. V lize odehrál 194 zápasů a dal 25 gólů. Hrál za Mladou Boleslav, Zbrojovku Brno, Bohemians Praha, SK Slavia Praha, FK Chmel Blšany, FC Union Cheb, FK Jablonec a FK Viktoria Žižkov. V Poháru vítězů poháru odehrál 2 zápasy a v Poháru UEFA 3 zápasy. V reprezentaci debutoval 13. prosince 1995 v zápase proti Kuvajtu.

## Ligová bilance
| Ročník                                   | Zápasy | Góly | Klub               |
| ---------------------------------------- | ------ | ---- | ------------------ |
| 1. československá fotbalová liga 1989/90 | 27     | 1    | Zbrojovka Brno     |
| 1. československá fotbalová liga 1990/91 | 21     | 0    | Zbrojovka Brno     |
| 1. československá fotbalová liga 1991/92 | 9      | 1    | Bohemians Praha    |
| 1. československá fotbalová liga 1991/92 | 6      | 0    | SK Slavia Praha    |
| 1. česká fotbalová liga 1993/94          | 3      | 0    | FC Union Cheb      |
| 1. česká fotbalová liga 1994/95          | 18     | 6    | FK Jablonec        |
| 1. česká fotbalová liga 1995/96          | 28     | 7    | FK Jablonec        |
| 1. česká fotbalová liga 1996/97          | 28     | 5    | FK Jablonec        |
| 1. Gambrinus liga 1997/98                | 25     | 3    | FK Jablonec        |
| 1. Gambrinus liga 1998/99                | 10     | 0    | FK Jablonec        |
| 1. Gambrinus liga 1998/99                | 10     | 0    | FK Viktoria Žižkov |
| 1. Gambrinus liga 1999/00                | 9      | 2    | FK Viktoria Žižkov |
| CELKEM                                   | 194    | 25   |                    |